# Euphonia imitans
Az Euphonia imitans a madarak osztályának verébalakúak (Passeriformes) rendjébe és a pintyfélék (Fringillidae) családjába tartozó faj.

## Rendszerezése
A fajt Carl Edward Hellmayr osztrák ornitológus írta le 1936-ban, a Tanagra nembe Tanagra imitans néven.

## Előfordulása
Costa Rica és Panama területén honos. Természetes élőhelyei a szubtrópusi vagy trópusi síkvidéki esőerdők. Állandó, nem vonuló faj.

## Megjelenése
Testhossza 10 centiméter.
|  |  |

## Természetvédelmi helyzete
Az elterjedési területe kicsi, egyedszáma még nagy, de csökken. A Természetvédelmi Világszövetség Vörös listáján nem fenyegetett fajként szerepel.